# Francesco Ronci
Francesco Ronci (Atri, 1223 – Sulmona, 13 ottobre 1294) è stato un cardinale italiano.

## Biografia
Monaco, appartenente alla Congregazione dei fratelli di Santo Spirito, fondata dal futuro papa Celestino V dal quale prese poi il nome, del quale egli era discepolo. Divenne priore del monastero di Santo Spirito alla Majella e fu il primo generale della congregazione. Fu creato cardinale dallo stesso Celestino V nel concistoro del 18 settembre 1294, con il titolo di cardinale presbitero di San Lorenzo in Damaso. Morì meno di un mese dopo.
È venerato come beato e la sua memoria liturgica cade il 4 giugno.